# Anna Franková
Anna Franková (* 2. Oktober 1996) ist eine tschechische Handballspielerin.

## Karriere

### Im Verein
Anna Franková begann ihre Karriere bei DHC Slavia Prag in Tschechien. 2015 wechselte sie zum deutschen Zweitligisten HC Rödertal. In der Saison 2016/17 gelang ihnen der Aufstieg in die 1. Bundesliga. 2017 wechselte sie zum Erstligisten HSG Bad Wildungen. Im Januar 2020 wurde ihr Vertrag in Wildungen aufgelöst. Daraufhin ging sie in die Schweiz zu DHB Rotweiss Thun, wo sie auf Grund der COVID-19-Pandemie jedoch nur 10 Spiele bestritt. Im Sommer 2020 kam sie zurück nach Rödertal in die 2. Bundesliga. In der Saison 2020/21 stieg sie mit dem HC Rödertal in die 3. Liga ab und wechselte nach der Saison zum Erstliga Aufsteiger BSV Sachsen Zwickau. 2022 konnten sie den Klassenerhalt über die Relegation sichern. Nach der Saison 2022/23, in welcher sie mit dem BSV erneut den Klassenerhalt über die Relegation sicherte, verließ sie den Verein und wechselte zum Bundesligakonkurrenten TuS Metzingen. Mit Metzingen gewann sie 2024 den DHB-Pokal. Im Januar 2025 wechselte sie mit sofortiger Wirkung zurück zum BSV Sachsen Zwickau. Seit der Saison 2025/26 läuft sie erneut für den HC Rödertal auf.

### In Auswahlmannschaften
Sie spielte für die tschechische Jugend- und Junioren-Nationalmannschaft. Sie stand im Kader der A-Nationalmannschaft für die Weltmeisterschaft 2023 und belegte mit Tschechien den 8. Platz.